# Florence Cook
Florence Cook (1848-?) fue una médium espiritista londinense.

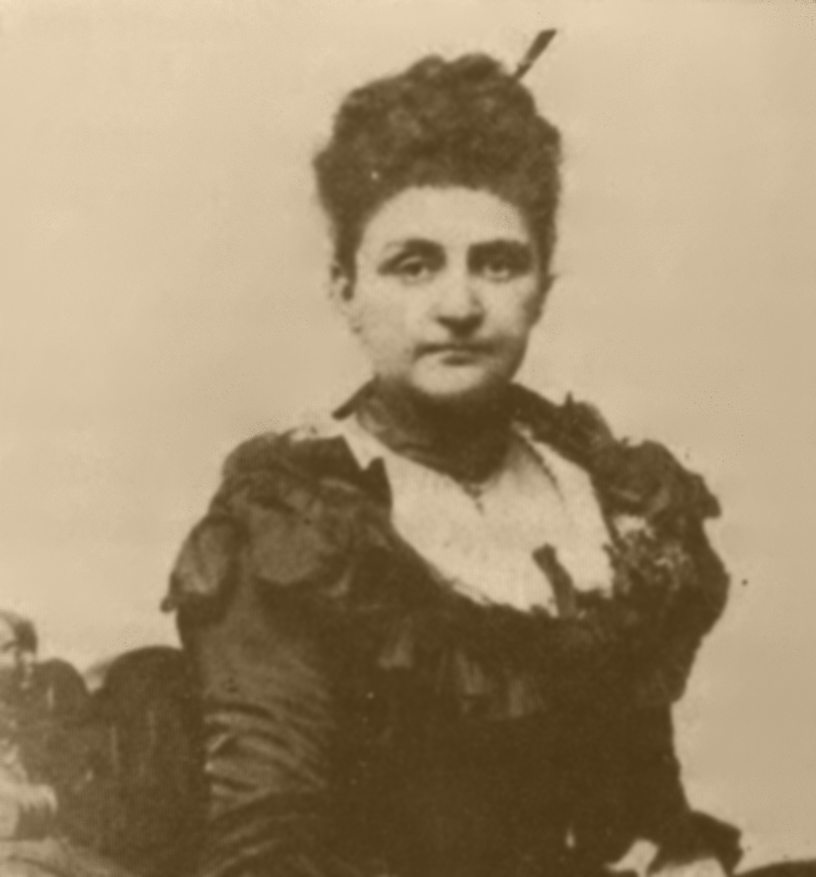
Fotografía de Florence Cook (llamada Mrs. Elgie Corner después de casada).

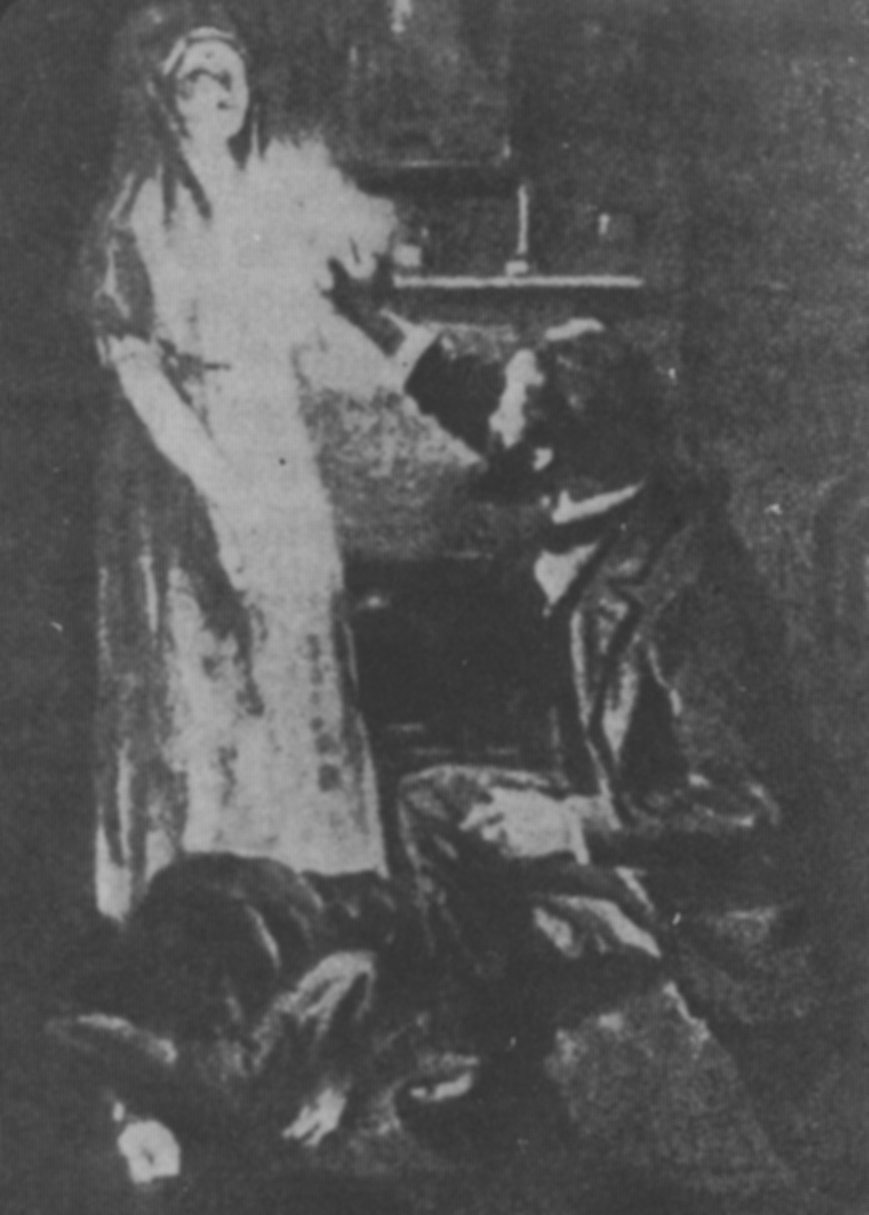
Cuadro basado en la descripción del investigador sir William Crookes: la médium Florence Cook se encuentra en el piso, y Crookes ilumina el ectoplasma de la fallecida Katie King.

El investigador William Crookes la hizo famosa cuando en 1863 publicó un estudio acerca de la supuesta materialización del ectoplasma de una mujer fallecida llamada Katie King.